# 三裂紫堇
三裂紫堇（学名：Corydalis trifoliata）为罂粟科紫堇属下的一个种。

## 扩展阅读
- 維基物種上的相關：三裂紫堇